# 玉出町
玉出町（たまでちょう）は、かつて大阪府西成郡にあった町。現在の大阪市西成区の中部〜南部（岸里・玉出・千本地区）にあたる。本稿では前身となる勝間村（こつまむら）についても記述する。

## 概要
大阪市街地の南側に位置した。1973年以降の町名ではおおむね、西成区岸里2-3丁目・千本北1丁目・千本中1-2丁目・千本南1-2丁目・玉出西1丁目・玉出中1-2丁目・玉出東1丁目の全域と、玉出西2丁目・玉出東2丁目・潮路2丁目・千本北2丁目・岸里東2丁目の大半、岸里東1丁目の西部、橘3丁目の一部、天下茶屋3丁目の一部、天神ノ森2丁目の一部に相当する。
明治時代頃までは農村だったが、大正時代頃からは大阪市につながる住宅地・工業地帯として人口が急増した。
当初は勝間村の名称だったが、1915年11月1日に町制を施行し玉出町となった。「玉出」の名称は、生根神社付近を指していた小字の名称から採用された。
1925年4月1日、大阪市への編入に伴って廃止された。
警察は今宮警察署（現・西成警察署）、郵便は天下茶屋郵便局（現・阿倍野郵便局）の管轄区域であり、また消防は玉出町消防組を設置していた。

## 地理
上町台地の西側に位置する低地帯である。
町内の地名については、地域住民の間で小字が通称的に使用されていたものの行政上の公式な地名ではなく、玉出町全域を単位として地番表示していた。
大正時代には宅地化により町外からの転入者が急増し、町全域を単位とした番地表示は不便として、町名を設定する計画が持ち上がった。町域の実地調査の上で新町名の案が町議会で審議されたものの、実施は延期されて1925年の大阪市編入に至った。大阪市編入後は一旦旧町域全域が「西成区玉出町」となり、1927年1月より町名の設定・改称が実施された。

## 歴史
旧称の勝間村の名称の由来は、13世紀にこの地域を開発した勝間大連（こつまおおむらじ）に由来するという説や、古称の「勝玉の里」（かつたまのさと）がなまったものという説などがある。当初は住吉郡に属していたが、1609年に西成郡に編入された。
16世紀には村東部の勝間新家が天下茶屋と呼ばれるようになった。天下茶屋の集落は天明〜寛政の頃（18世紀末）に勝間村から東成郡天王寺村へと編入されたと伝えられている。ただし1752年の「天王寺管内地図」では、天下茶屋は天王寺村の集落の一つとして描かれている。天下茶屋は勝間村（玉出町）・今宮村（今宮町）・天王寺村の3村の境界付近の一帯を広く指す地名となっていた。
江戸時代には畑場八ヵ村ともよばれる農村地帯だった。大坂市街地に蔬菜を供給するほか、勝間木綿と呼ばれる綿花栽培が盛んだった。また木津村から勝間村を経て粉浜へといたる勝間街道が村を南北方向に通り、紀州街道のバイパス的な存在となっていた。
明治時代初期には一時、隣接する津守新田と合同で村行政を実施したこともある。1889年に町村制による勝間村が発足した。明治時代前半までは農村地帯だったが、明治時代後期には大阪市街地の発展に伴い、大阪市に近接しているという地理条件から住宅地へと変化していった。
人口の急増に伴い、勝間村は1915年11月1日に町制を施行し、玉出町となった。玉出町の「玉出」の名称は、勝間村の小字のひとつから採用された。
その後1925年4月1日、大阪市への編入に伴って玉出町は廃止された。玉出町の区域は、隣接する今宮町、津守村、粉浜村とともに西成区となった。

## 交通
町内には南海鉄道（現南海本線）・高野線（現南海高野線）・阪堺線（現阪堺電気軌道阪堺線）の3路線が通っていた。
南海鉄道は町域を南北に通り、町内には岸ノ里駅・玉出駅の2駅が設置された。岸ノ里駅・玉出駅とも、現在の岸里玉出駅の前身にあたる。
玉出駅は勝間村の要望により1907年9月に設置された。南海鉄道は当初駅を設置する予定はなかったものの、村が駅用地を南海鉄道に寄付し、駅が設置されることになった。また岸ノ里駅についても、駅周辺の地主が駅設置費用6000余円を寄付し、1913年7月に設置されている。
高野鉄道（1922年南海鉄道高野線）は1900年9月、勝間駅を設置した。勝間駅は1903年2月に阿部野駅に改称し、阿部野駅は1925年3月に岸ノ里駅へ統合されている。
阪堺電気軌道（1915年南海鉄道阪堺線）は町域の東部を南北に通り、宮ノ下駅・勝間駅の2駅が設置された。宮ノ下駅は1960年代までに休止・廃止となり、また勝間駅は現在の東玉出停留場にあたる。

## 教育
小学校は玉出第一尋常小学校（現・大阪市立玉出小学校）、玉出第二尋常小学校（現・大阪市立岸里小学校）、玉出第三尋常高等小学校（現・大阪市立千本小学校）の3校が設置された。
玉出小学校は1873年2月15日、第六大区第一区第三番小学校として設置された。当時の西成郡全域でも最初に設置された小学校とされている。改編などを経て、明治時代中期には玉出尋常高等小学校となった。
大正時代に入り児童数が急増したため、1913年に玉出第二尋常小学校を設置し、また1920年に玉出第三尋常高等小学校を設置した。玉出第三校の開校の際、高等科を玉出校から玉出第三校へと移管し、玉出校は尋常科単独設置となり玉出第一尋常小学校へと改称した。
また当時町域で唯一の幼稚園として、私立開花幼稚園（1913年開園）が設置されていた。